# XVI Толедський собор
Шістнадцятий Толедський собор (лат. Concilium Toletanum XVI) зібрався в Толедо 25 квітня 693 року. Це був другий з трьох соборів, скликаних вестготським королем Егікою.

## Історія
У 692 році Толедо Сісеберт очолив повстання з багатьма дворянами, щоб зробити Суніфреда королем. Повстання було придушене в другій половині того ж року, і у звичайний весняний день Егіка скликав генеральний собор Церкви в Іспанії, щоб вирішити питання про майбутню безпеку королівства та покарання повсталих. На соборі були присутні шістдесят єпископів, п'ять абатів та шість графів. Єпископи Нарбонської Галлії не змогли бути присутніми через епідемію.
Король відкрив нараду промовою, в якій оголосив, що будь-які чиновники, які зрадили довіру готського народу, будуть позбавлені посад і передані в рабство фіску, а їхнє майно передано до королівської скарбниці. Собор погодився, що король може дарувати це конфісковане майно будь-кому, у тому числі й Церкві. Нащадкам повстанців також було заборонено обіймати якісь палацові посади. Нарешті, бунтівники були віддані анафемі на підставі сімдесят п'ятого канону четвертого Толедського собору.
2 травня, в останній день собору, єпископи урочисто відлучили Сізеберта від Церкви на все життя та позбавили його сану. Йому буде дозволено причащатися тільки на смертному одрі, якщо король не помилує його раніше. Безпрецедентно єпископи перевели архієпископа Севільї Фелікса в Толедо та архієпископа Браги Фаустина до Севільї. Вони також наказали єпископам Нарбонської Галлії затвердити ухвали Шістнадцятого собору на власному місцевому синоді.
Собор також реформував закони королівства за кількома пунктами. У вестготській правді, сформульованій Хіндасвінтом, опублікованій Реккесвінтом і зміненій Ервігом, був закон, згідно з яким будь-яка присяга, дана будь-кому, крім монарха, недійсна і незаконна. Деякі закони були скасовані, а деякі були відновлені, наприклад, що забороняє нанесення каліцтв рабам.
Хіндасвінт покарав гомосексуалів кастрацією та відлученням від Церкви, і собор у Толедо підтвердив аналогічний закон. Також собор ухвалив, щоб засуджені за гомосексуальність миряни були кастровані та підданні бичуванню, а священнослужителі були позбавлені сану та заслані.
Собор також відіграла важливу роль у довгій правовій історії вестготів у придушенні юдаїзму. Егіка, мабуть, додав до зведення законів Ервіга звільнення від податків для єврейських конверсо і переклав їх колишній тягар на ненавернених. На шістнадцятому соборі новонаверненим було дозволено торгувати з християнами, але тільки після того, як вони виявлять себе, повторюючи символи віри та вживаючи некошерну їжу. Покарання було запроваджено навіть проти християн, які мали справу з ненаверненими чи недоведеними євреями.
Щодо Церкви, то окрім рішення про бунтівника Сізеберта було оприлюднено два важливі укази. По-перше, єпископам було наказано утримувати у справному стані всі церковні будинки і мати у кожній парафії священика. По-друге, єпископам було наказано приймати всі приношення, які робили селяни язичницьким богам, і викорінювати цю триваючу практику (безсумнівно, мала місце тільки в найвіддаленіших провінційних глушинах).